# حشره‌دان
حشره‌دان باغ‌وحش، موزه، یا نمایشی از حشره‌های زنده است. حشره‌دان‌ها اغلب، انواعی از حشره‌ها و بندپایان مشابه را مانند عنکبوت‌ها، قاب‌بالان، سوسریان، مورچه‌ها، زنبورها، هزارپائیان، لب‌پایان، جیرجیرک‌ها، ملخ‌ها، چوبک‌سانان، کژدم‌ها، و آخوندکان نمایش می‌دهند. این نمایش‌ها می‌توانند بر یادگیری دربارهٔ حشره‌ها، انواع آن‌ها، جای زندگی‌شان و اهمیت آن‌ها، و کار حشره‌شناسان و دانشمندان دیگری که به مطالعهٔ جانوران مشابه پرداخته‌اند، متمرکز باشند.

## انواع
باغ پروانه‌ها گونه‌ای حشره‌دان است که منحصراً به بررسی پروانه‌ها و بیدهای زنده می‌پردازد. باغ‌های پروانهٔ فصلی گوناگونی وجود دارد که در باغ‌وحش‌ها، باغ‌های گیاه‌شناسی، مرکزهای طبیعت، موزه‌های تاریخ طبیعی، و موزه‌های علم به نمایش در می‌آید.